# 10573 Piani
10573 Piani (1994 WU1) là một tiểu hành tinh vành đai chính.